# Kadıköy (métro d'Istanbul)
Pour les articles homonymes, voir Kadıköy.
Kadıköy est une station du métro d'Istanbul, terminus de la ligne ligne M4, située sur la rive asiatique de la ville dans le quartier de Caferağa du district de Kadıköy éponyme. Elle est en correspondance avec la ligne 3 du tramway d'Istanbul. Elle est inaugurée le 17 août 2012.